# Robert Bloomfield
Pour les articles homonymes, voir Bloomfield.
Robert Bloomfield, né le 3 décembre 1766 à Honington, dans le comté de Suffolk et décédé le 19 août 1823 à Shefford, est un poète anglais.

## Biographie
Il était fils d'un tailleur et exerça longtemps lui-même à Londres le métier de cordonnier. Au milieu des travaux de son état, il trouvait le temps de se livrer à la poésie, et il composa vers 1798 un poème qui eut beaucoup de succès, le Garçon de ferme, dans lequel il décrit les travaux de la campagne (il a été traduit par Allard, 1800). On a en outre de lui un recueil de contes, ballades et chansons champêtres, 1802.

## Autres Œuvres
- Histoire du chapeau neuf du petit Davy (1818)

Cet article comprend des extraits du Dictionnaire Bouillet. Il est possible de supprimer cette indication, si le texte reflète le savoir actuel sur ce thème, si les sources sont citées, s'il satisfait aux exigences linguistiques actuelles et s'il ne contient pas de propos qui vont à l'encontre des règles de neutralité de Wikipédia.